# 壯拳
壯拳，廣西地方拳，流傳於廣西壯族自治區。
套路共三十五套，其套路短小，內容精煉．結構嚴謹，動作樸實，拳剛勢烈，下盤穩健，多短打，擅標掌，跳躍腿法少，進退以四門為徑，常伴有壯語發聲，借聲助力，以氣催力。練功方法多採用站樁，打沙包，樹樁．「插芭蕉」，「抓石抹手」，「走梅花樁」，「七步鐵線基本樁功」等功法。